# أناتول فرانس
أناتول فرانس (بالفرنسية: Anatole France) هو روائي وناقد فرنسي ولد في باريس في 16 أبريل 1844 الساعة السابعة صباحا. والده «فرانسوا نويي تيبولت» ووالدته «أنطوانيت غالا». كان أبوه يبيع الكتب على رصيف «مالاكيه»، فكانت بدايته في دكان أبيه، وكان تحصيله العلمي في مدرسة ستانيسلاس، وكان في صباه يساهم في تحرير بعض المجلات مثل صياد التراجم والجريدة المقفاة. وسنة 1868 أصدر مؤلفه الأول «القصائد الذهبية» ومؤلفا آخر سنة 1876 اسمه «الأعراس الكورنتية»، ثم نشر أسطورة منظومة القديسة تاييس، وما عدا ذلك فجميع آثاره صارت نثرا.
فهرس كتبه طويل متنوع المواضيع أكثره من الكتابات الموضوعة بقوة الخيال ومن القصص والأخبار فمنها «جوكاست والهرم الهزيل» و«صدفة اللؤلؤ» و«جريمة سلفستر بونار» و«الزنبقة الحمراء» و«تاييس» و«ثورة الملائكة» و«الآلهة عطشى» و«بير سانت كلير» و«النساء السبع» وكان يظهر دائما في كتبه لا سيّما كتابه «بطرس الصغير» وكتاب «الحياة أيام الزهر» اللذين يصف فيهما أيام صباه. دخل في أكاديمية اللغة الفرنسية في 23 يناير 1869 حاصلا على المقعد 38. حصل على جائزة نوبل في الأدب لسنة 1921 لمجموع أعماله.

## وفاته

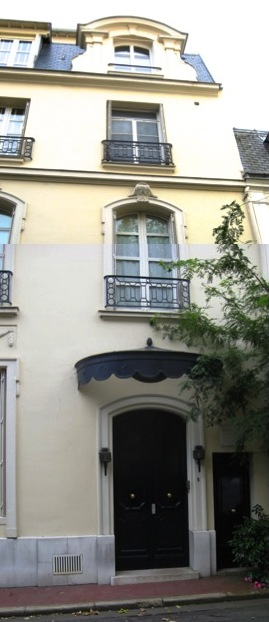
منزل فرنسا ، 5 فيلات سعيد ، 1894-1924

قالت جريدة الطان في عددها المؤرخ في 14 أكتوبر 1924 «قد ختم الموت أخيرا ذلك النزاع الطويل الهادئ الذي بدأ بروح الأستاذ الأعظم الذي كان ذكاؤة الساطع يطل في الأرجاء كلها، نعم تمت أنفاس أناتول فرانس في هذه الليلة (ليلة الاثنين 13 أكتوبر) في منتصف الساعة الثانية عشرة ومع انقطاع أمل الأطباء لم يريدوا أن يقطعوا الرجاء بما كانوا يرونه من صفاء ذهنه وانتظام حديثه في أثناء نزاعه، إلا أنه منذ أربعة أيام غاب عن حسه وبدأت تلك الشعلة تنطفئ كالسراج إذا فرغ زينه وكانت الدنيا بأسرها تتوقع حلول الخطب بالقلق والوجوم وتراقب ذلك النفس الضعيف المتصاعد من فم طالما نطق بألفاظ هي من أعذب ما نطق به البشر، فالأفكار بأسرها مجتمعة على رأي واحد من الإعجاب تحيي الأثر الخالد الذي تركه هذا الرجل المعدود من أعاظم كتاب اللغة الفرنسية» 

## أقوال أناتول فرانس
«إنَّ أسوأ يوم في تاريخ فرنسا هو يوم معركة بلاط الشهداء، حين هزم شارل مارتل الفُرسَان العرب عام 732م، ففي ذلك اليوم تراجعت جيوش الحضارة العربية أمام الهمجية الأوروبية البربرية.»
كل كتب التاريخ التي لا تحتوي على أكاذيب مملة للغاية.
الأحبة الذين يحبون بصدق لا يكتبون عن سعادتهم.
الرزين من لا يعلق آمالا على أحداث المستقبل ولا يخشاها.
البشر يحيون بالأفعال لا بالأفكار.
أفضل حماقة الحماس على حكمة اللامبالاة.
المعرفة لا شيء، أما التخيل فهو كل شيء.
الجهل والخطأ ضروريان للحياة مثل الخبز والماء.
غالبا ما تكون البراءة حظا سعيدا وليست فضيلة.
عندما يقال شيء بطريقة جيدة فانقله بلا تردد.
الغريزة تكفي في الفن والحب.
إذا كان لا مفر من الاختيار، أفضل أن أرتكب فعلا شائنا على ارتكاب فعل قاسٍ.
المرأة هي أكبر مربية للرجل، فهي تعلمه الفضائل الجميلة وأدب السلوك ورقة الشعور.
أجمل كلمات في العالم لا تعدو كونها أصوات لا طائل منها إذا لم تكن تفهم معناها.

## روابط خارجية
- أناتول فرانس على موقع IMDb (الإنجليزية)
- أناتول فرانس على موقع الموسوعة البريطانية (الإنجليزية)
- أناتول فرانس على موقع ميوزك برينز (الإنجليزية)
- أناتول فرانس على موقع قاعدة بيانات برودواي على الإنترنت (الإنجليزية)
- أناتول فرانس على موقع إن إن دي بي (الإنجليزية)
- أناتول فرانس على موقع ديسكوغز (الإنجليزية)
- أناتول فرانس على موقع قاعدة بيانات الفيلم (الإنجليزية)